# Будда (індуїзм)
Будда — дев'ятий канонічний аватара Вішну.[джерело?] Втілення Вішну як Гаутами Будди не визнається буддистами. Дана інкарнація є символом глибокої ворожості індуїстів стосовно буддистів, їхня повна неповага до буддійських навчань. Бгаґавата Пурана говорить, що «у формі Будди Вішну вводить в оману єретиків» (тобто буддистів). Іншими словами, втілене божество проповідує оману, що заслуговує осуду.
Пурана говорить про Будду як про сина Аджняни, породженому для введення в оману ворогів богів. Як Будда, Вішну порадив Асурам відмовитися від Вед, внаслідок чого вони втратили всю свою силу, і дав у такий спосіб можливість Богам (Сурам) встановити свою перевагу. Буддисти відносилися до беззахисних людей, оскільки вони не приймають захист Вед.

## Іконографія

### Загальне
Коротке хвилясте волосся. На стопах і долонях повинні бути написані знаки лотосів. Він повинен бути спокійним й умиротвореним, приємної зовнішності. Повинен сидіти на п'єдесталі з лотоса. Мочки його вух повинні бути витягнуті. Має жовті одіяння.

### Руки
У благодайній і захисній позиціях.
- Будда Готама
- Сиддхартха Гаутама Будда